# Henry Vibart
Henry Vibart est un acteur britannique de théâtre et du cinéma, né le 25 décembre 1863 en Écosse, et mort le 30 août 1943 à Chessington (Angleterre). 

## Biographie
L'acteur Henry Vibart débuta sa carrière théâtrale en 1886 et devint un acteur reconnu au cours des années suivantes.
Ses succès lui permirent de faire des tournées dans le monde entier, notamment en Australie, en Nouvelle-Zélande et aux États-Unis.
Grâce à sa popularité au théâtre – il participa à plus de 10 000 représentations –, il fit son entrée dans le monde encore jeune du cinéma en 1911.

## Filmographie partielle
- 1921 : The Beryl Coronet de Maurice Elvey : Alexander Holder
- 1922 : The Crimson Circle de George Ridgwell : rôle indéterminé
- 1922 : A Bill of Divorcement de Denison Clift : le Dr. Aliot
- 1922 : The Bohemian Girl de Harley Knoles : le Comte Arnheim
- 1923 : La Danseuse blessée (Woman to Woman) de Graham Cutts : rôle indéterminé
- 1925 : The Prude's Fall de Graham Cutts : Dean Carey
- 1925 : A Kiss for Cinderella de Herbert Brenon : Richard Bodie
- 1926 : The Dancer of Paris de Alfred Santell : le Docteur Frank
- 1926 : Just Suppose de Kenneth Webb : le Baron Karnaby
- 1926 : La Femme sauvage (The Wilderness Woman) de Howard Higgin : le Colonel
- 1926 : La Flamme de René Hervil : Lord Sedley
- 1927 : The Poor Nut de Richard Wallace : le Professeur Demming
- 1928 : Quand le mal triomphe (The Physician) de Georg Jacoby : Révérend Peregrine Hinde
- 1929 : Point ne tueras (High Treason) de Maurice Elvey : Lord Sycamore (non crédité)
- 1930 : School for Scandal de Thorold Dickinson et Maurice Elvey : Squire Hunter
- 1931 : La Femme de Putiphar (Potiphar's Wife) de Maurice Elvey : le juge (non crédité)